# ペンリスのハワード男爵
ペンリスのハワード男爵（英語: Baron Howard of Penrith）は、イギリスの男爵位。連合王国貴族。ノーフォーク公爵ハワード家の分家の一人であるエスメ・ハワードが1930年に叙されたのに始まる。
なお、男爵家に男爵位以外に保持する爵位はない。

## 歴史

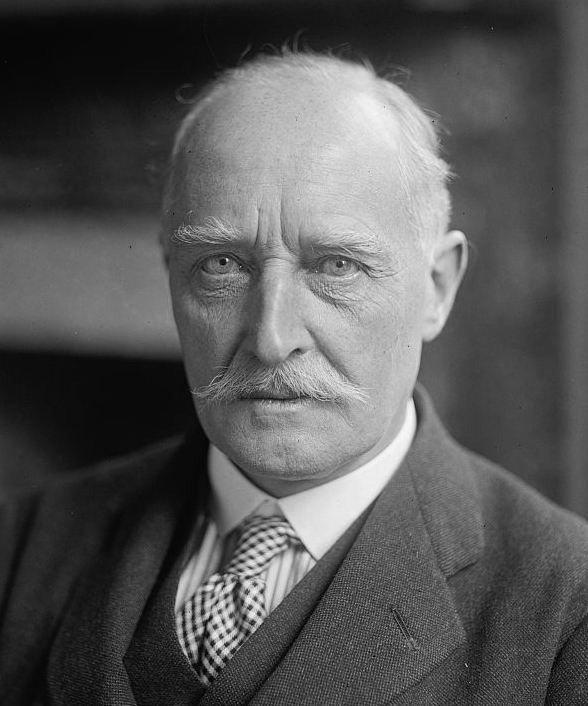
初代ペンリスのハワード男爵エスメ・ハワード

第12代ノーフォーク公バーナード・ハワードの弟ヘンリー・トマス・ハワードの孫にあたるエスメ・ハワードは外交官として活躍し、1930年7月10日に連合王国貴族「カウンティ・オブ・カンバーランドにおけるゴウバローのペンリスのハワード男爵」（Baron Howard of Penrith, of Gowbarrow in the County of Cumberland）に叙された。
この爵位は1939年8月1日にエメスの長男フランシスが継承し、さらに1999年11月13日にフランシスの長男フィリップが継承し、現在に至っている。
土地はカンバーランドを中心に所有し、受爵前の1883年の調査によると1万7500エーカーの土地を所有していた。
男爵家のモットーはノーフォーク公家と同じく、『高潔さだけは征服できない(Sola Virtus Invicta)』。

## ペンリスのハワード男爵 (1930年)
- 初代ペンリスのハワード男爵エスメ・ウィリアム・ハワード（英語版） (1863–1939)
- 第2代ペンリスのハワード男爵フランシス・フィリップ・ラファエル・ハワード (1905–1999)
- 第3代ペンリスのハワード男爵フィリップ・エスメ・ハワード (1945-)

爵位の法定推定相続人は、現当主の息子であるトマス・フィリップ・ハワード(1974-)。